# Tennistavolo alla XXX Universiade
Il torneo di tennistavolo della XXX Universiade si svolgerà al PalaTrincone di Pozzuoli dal 4 all'11 luglio 2019.

## Podi
| Evento                         | Oro | Argento | Bronzo |
| Singolare maschile (dettagli)  |     |         |        |
|                                |     |         |        |
| Singolare femminile (dettagli) |     |         |        |
|                                |     |         |        |
| Doppio maschile (dettagli)     |     |         |        |
|                                |     |         |        |
| Doppio femminile (dettagli)    |     |         |        |
|                                |     |         |        |
| Doppio misto (dettagli)        |     |         |        |
|                                |     |         |        |
| Squadre uomini (dettagli)      |     |         |        |
| Squadre donne (dettagli)       |     |         |        |

## Medagliere
| Pos.   | Paese |  |  |  | Totale |
| ------ | ----- |  |  |  | ------ |
| 1      |       |  |  |  |        |
| 2      |       |  |  |  |        |
| 3      |       |  |  |  |        |
| 4      |       |  |  |  |        |
| Totale |       |  |  |  |        |